# Ageratina altissima

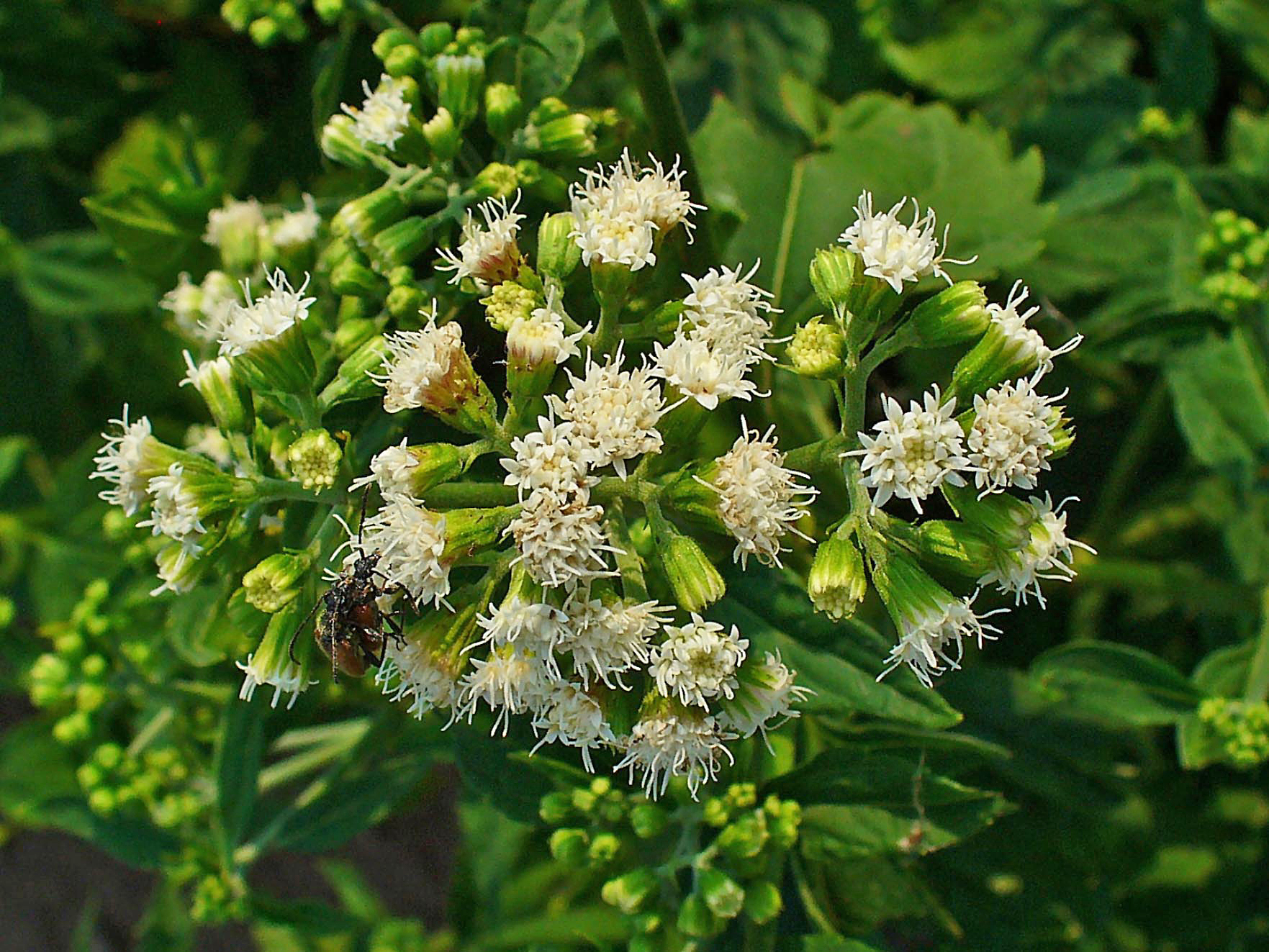
Inflorescencias

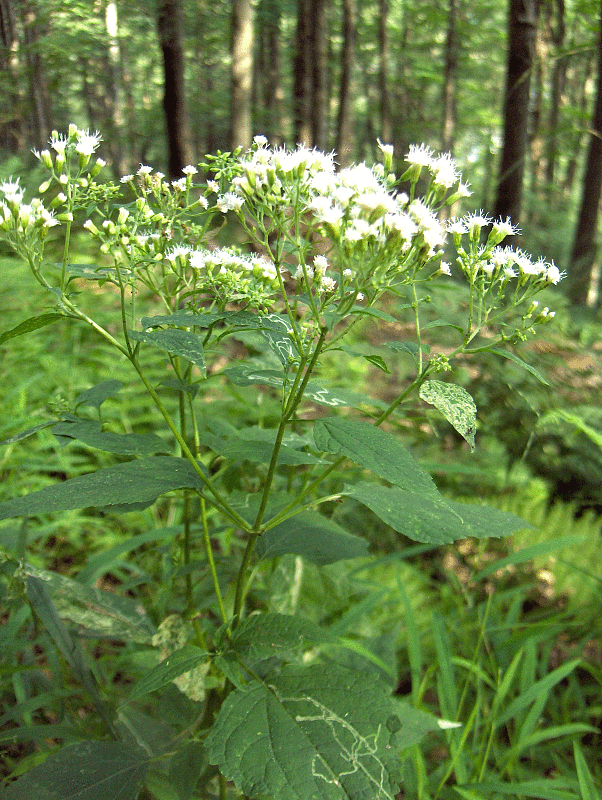
En su hábitat

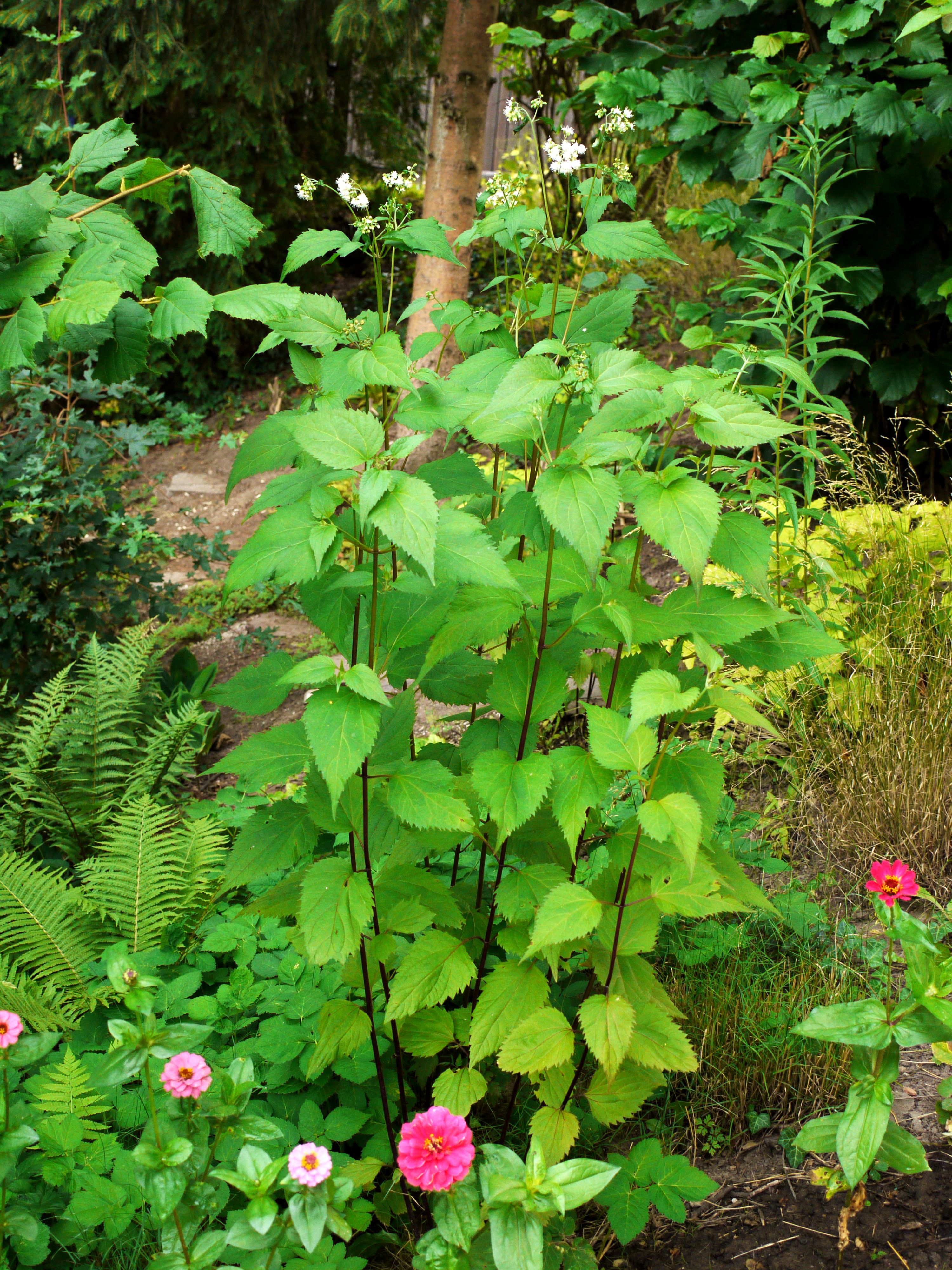
Vista de la planta

Ageratina altissima, es una planta herbácea perennifolia, venenosa, perteneciente a la familia Asteraceae, nativa del este de Norteamérica.

## Descripción
Las plantas están erectas o, a veces ascendentes, creciendo hasta los 1,5 metros de altura. Se encuentran en bosques y matorrales en los que florecen a mediados o finales del verano o el otoño. Las flores son de color blanco limpio después de la floración y tiene semillas con pequeñas y esponjosas colas blancas que se desprenden al soplar el viento. Esta especie es adaptable a diferentes condiciones de cultivo y se pueden encontrar en áreas abiertas a la sombra con el suelo desnudo, o puede estar entre la maleza en los paisajes sombríos y en setos.

## Variedades
Hay dos variedades diferentes:
- Ageratina altissima var. angustata y Ageratina altissima var. roanensis, difieren en la longitud de la flor y la forma de los ápices.[1][2]

## Toxicidad
Contiene la toxina tremetol, cuando las plantas son consumidas por el ganado, la carne y la leche se contamina con la toxina. Cuando la leche o la carne se consume, el veneno de la toxina, se transmite a los humanos. La intoxicación también se conoce como enfermedad de la leche, ya que a menudo se ingiere la toxina por beber la leche de vacas que habían comido esta planta.

## Propiedades
El compuesto químico tremetol puede ser aislado de la planta.

## Taxonomía
Ageratina altissima fue descrita por (L.) R.M.King & H.Rob. y publicado en Phytologia 19(4): 212. 1970.
Etimología
Ageratina: nombre genérico que deriva de la palabra griega: ageratos o ageraton que significa "que no envejece", en alusión a las flores que conservan su color por mucho tiempo.
altissima: epíteto latíno que significa "la más alta".
Variedades aceptadas
- Ageratina altissima var. roanensis (Small) Clewell & Wooten

Sinonimia
- Ageratina ageratoides (L.f.) Spach
- Ageratum altissimum L.
- Batschia nivea Moench
- Eupatorium aboriginum Greene
- Eupatorium ageratoides var. angustatum A.Gray
- Eupatorium altissimum (L.) Murray
- Eupatorium angustatum (A.Gray) Greene
- Eupatorium boreale Greene
- Eupatorium cordatum var. fraseri (Poir.) DC.
- Eupatorium deltoides E.L.Braun
- Eupatorium eurybiaefolium Greene
- Eupatorium frasieri Poir.
- Eupatorium odoratum Walter
- Eupatorium roanense Small
- Eupatorium rugosum Houtt.
- Eupatorium urticifolium Reichard
- Kyrstenia aboriginum (Greene) Greene
- Kyrstenia altissima (L.) Greene
- Kyrstenia angustata (A.Gray) Greene
- Kyrstenia borealis (Greene) Greene[7]